# 저우유광
저우유광(중국어 정체자: 周有光, 병음: Zhōu Yǒuguāng 주유광[*], 1906년 1월 13일 ~ 2017년 1월 14일)은 중국의 경제학자이자 언어학자이다. 1958년 중화인민공화국에서 채택된 한어 병음의 수립과 보급을 한 것으로 알려져 있다. 본명은 저우야오핑(중국어 정체자: 周耀平, 병음: Zhōu Yàopíng 주요평[*])이며, 저우유광은 필명이다.

## 생애
장쑤성 창저우 출신이다. 1923년 상하이 성 요한 대학에 입학했지만 1925년 5·30 사건에 대한 학교 측의 조치에 분노한 교사들이 집단으로 성 요한 대학을 떠나면서 광화 대학(光華大學)을 창립했다. 저우유광 또한 광화 대학으로 옮겼고 1927년 광화 대학을 졸업했다.
1933년에는 장윈허(張允和, 1909년 ~ 2002년)와 결혼했으며 같은 해에 일본 유학 생활을 시작했다. 마르크스주의 경제학자였던 가와카미 하지메로부터 경제학을 배우려고 했지만 가와카미 하지메가 검거되면서 성사되지 않았다. 처음에는 도쿄 대학에 재학했다가 나중에 교토 대학으로 옮겼지만 1935년 유학 생활을 중단하고 귀국했으며 광화 대학에서 경제학을 가르쳤다. 중일 전쟁 시기에는 산간 오지로 피신해서 신화 은행(新華銀行)에서 근무했다. 전쟁 이후에는 유럽의 여러 나라와 홍콩에 체류했다.
중화인민공화국 수립 이후에는 상하이 푸단 대학과 상하이 재경 학원(財經學院)에서 경제학 교수로 근무했으며 중국어 문자 개혁에 관한 저작물을 발표했다. 이러한 경력으로 인해 1954년에는 문자 개혁 위원회(文字改革委員會)에 초청되었다. 위원회 활동에 전념하기 위해 1955년에는 대학 교수를 그만두고 베이징으로 이주했다. 또한 경제학을 포기하고 문자 개혁 전문가로 활동했다.

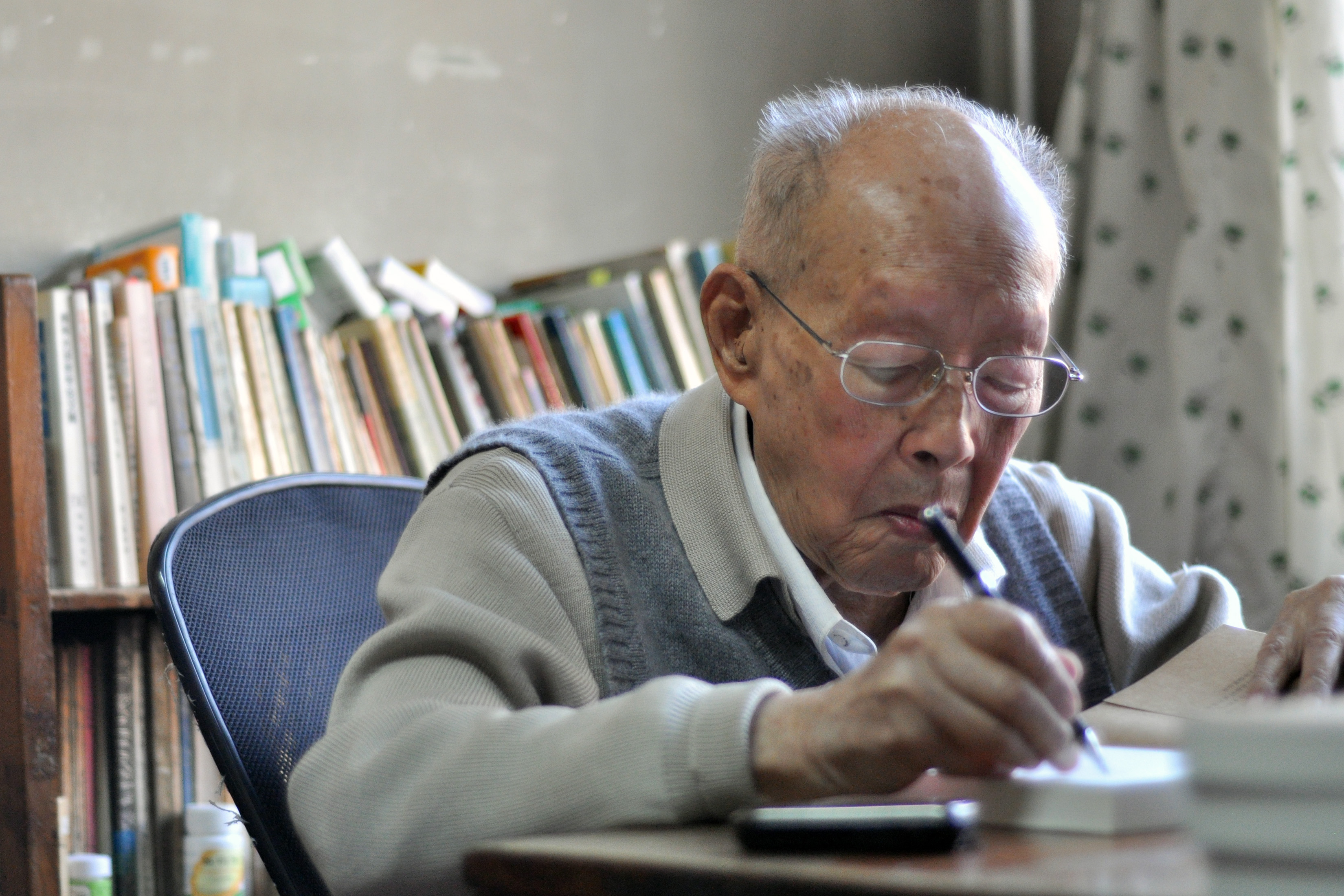
저우유광 (2012년)

문화 대혁명 시기에는 "학술에 관한 반동주의적인 권위"라는 비판을 받고 닝샤 후이족 자치구의 우치(五七) 간부 학교로 이송되었지만 1971년에 석방되었다. 문화 대혁명 이후에 문자 개혁에 관한 저작 활동을 재개했다. 1979년 폴란드 바르샤바에서 열린 국제 표준화 기구(ISO) 회의에서 한어 병음에 관한 국제 표준을 제안했으며 1982년에는 한어 병음에 관한 국제 표준인 ISO 7098이 채택되었다.
1980년대에는 브리태니커 백과사전 중국어 번역 위원, 중국대백과전서 사회과학 부문 총편집위원을 역임했다. 1985년 문자 개혁 위원회가 국가 언어 문자 공작 위원회(國家言語文字工作委員會)라는 이름으로 변경된 이후에도 위원으로 남아 있었지만 1989년에 퇴직했다. 2006년 100세 생일을 맞이한 뒤에도 저작 활동을 계속했으며 2017년 1월 14일 향년 111세를 일기로 별세하였다.

## 같이 보기
- 자오위안런